# Kélo
Kélo (àrab: كيلو, Kīlū) és una ciutat del Txad, capital del departament de Tandjilé Occidental, a la regió de Tandjilé. Es comunica amb l'exterior per un petit aeroport, situat a l'oest de la població.